# Stadio Arturo Valerio
Lo stadio Arturo Valerio di Melfi è il 3° per capienza in Basilicata con i suoi 4.100 posti ed è situato nel quartiere Sant'Abbruzzese.
Il campo di gioco è 105×68 m ed è in erba; sono presenti, inoltre, una pista d'atletica, il salto in lungo, il salto in alto, il getto del peso ed il tiro del giavellotto. L'unico settore coperto è la tribuna centrale. Vi è anche un rigoroso impianto di illuminazione notturna.
Lo stadio fu costruito tra il 1980 e il 1982 per sostituire il vecchio Comunale che aveva subito ingenti danni dopo il terremoto del 1980. Inizialmente la capienza era di 2.000 posti con una sola tribuna; nel 1998 quest'ultima fu ristrutturata con l'applicazione di una copertura e con la diminuzione dei posti a 1.500 per motivi di sicurezza. L'impianto ha subito un'altra modifica (l'aggiunta della curva), in occasione della promozione dell'A.S. Melfi in Serie C2 nel 2002-2003. Nell'estate del 2006 la curva è stata sequestrata per inagibilità, ed è rimasta chiusa per oltre 4 mesi costringendo gli ultras locali a trasferirsi temporaneamente in tribuna centrale.
Attualmente lo stadio ospita le partite interne della squadra giallo-verde che milita nel campionato di Eccellenza Lucana e della Primavera di quest'ultima. A partire dalla stagione sportiva 2013/2014 e fino ad oggi, l'impianto ospita anche gli incontri casalinghi della seconda squadra cittadina, ovvero lo Sport Melfi, militante attualmente nel campionato di Seconda Categoria.

## Settori stadio
- Tribuna coperta: 2.000 posti
- Curva sud: 2.100 posti (1.300 locali e 800 ospiti)